# Tamara Łazakowicz
Tamara Wasiljewba Łazakowicz (ros. Тамара Васильевна Лазакович, ur. 14 marca 1954 w Gusiewie, zm. 1 listopada 1992 w Witebsku) – radziecka gimnastyczka. Czterokrotna medalistka olimpijska z Monachium.
Igrzyska w 1972 były jej jedyną olimpiadą. Triumfowała w drużynowym wieloboju, była druga w ćwiczeniach na równoważni. Trzecie miejsce zajęła w indywidualnym wieloboju oraz ćwiczeniach wolnych. W 1970 była mistrzynią świata w drużynie. W 1971 na mistrzostwach Europy w Mińsku, sięgając po trzy złote (m.in. wielobój) i dwa srebrne medale.